# Eje helicoidal

Una hélice y su eje helicoidal

Un  eje helicoidal (eje de tornillo o eje de torsión) es una línea que es simultáneamente el eje de un movimiento de rotación y la recta según la que se produce la traslación de un cuerpo. El teorema de Chasles demuestra que cada desplazamiento euclídeo en el espacio tridimensional tiene un eje axial asociado, y el desplazamiento se puede descomponer en una rotación alrededor y en un deslizamiento respecto a este eje helicoidal.
Las coordenadas plückerianas se usan para ubicar un eje helicoidal en el espacio, y consisten en un par de vectores tridimensionales. El primer vector identifica la dirección del eje y el segundo localiza su posición. El caso especial, cuando el primer vector es cero, se interpreta como una traslación pura en la dirección del segundo vector. Un eje helicoidal está asociado con cada par de vectores en el álgebra de helicoides, también conocida como teoría torsorial.
El movimiento espacial de un cuerpo puede ser representado por un conjunto continuo de desplazamientos. Debido a que cada uno de estos desplazamientos tiene un eje helicoidal, el movimiento tiene una superficie reglada asociada conocida como "superficie helicoidal". Esta superficie no es lo mismo que el axoide, formado por la sucesión de ejes helicoidales instantáneos del movimiento de un cuerpo. El eje helicoidal instantáneo (EHI), es el eje del campo helicoidal generado por las velocidades de cada punto de un cuerpo en movimiento.
Cuando un desplazamiento espacial se convierte en un desplazamiento plano, el eje helicoidal se convierte en el "polo de desplazamiento", y el eje helicoidal instantáneo se convierte en el polo de velocidad, o centro instantáneo de rotación, también denominado simplemente centro instantáneo. El término centro también se usa para el polo de velocidad, y el lugar de estos puntos cuando se produce un movimiento plano se denomina centroda.

## Historia
La prueba de que un desplazamiento espacial se puede descomponer en una rotación y en un deslizamiento respecto a la misma recta en el espacio se atribuye a Michel Chasles en 1830. Recientemente, el trabajo de Gulio Mozzi se ha identificado por haber presentado un resultado similar en 1763.

## Eje de simetría helicoidal

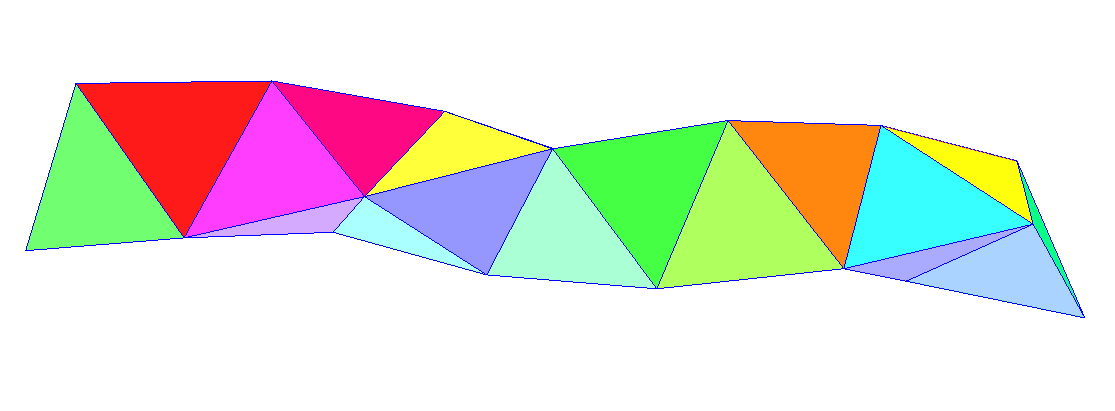
La hélice de Boerdijk-Coxeter es un ejemplo de simetría helicoidal no periódica

Un desplazamiento helicoidal (también rototraslación, operación helicoidal o traslación rotativa) es la composición de una rotación indicada por un ángulo φ con respecto a un eje (denominado eje helicoidal); y de una traslación a lo largo de una distancia d con respecto a este mismo eje. Un sentido de rotación positivo generalmente significa que se corresponde con la regla de la mano derecha con respecto a la dirección de traslación. Excepto para φ = 180°, se debe distinguir un desplazamiento helicoidal de su imagen especular. A diferencia de las rotaciones, las operaciones helicoidales a la derecha y a la izquierda generan grupos diferentes.
La combinación de una rotación alrededor de un eje y una traslación en una dirección perpendicular es una rotación alrededor de un eje paralelo. Sin embargo, una operación helicoidal con un vector de traslación distinto de cero en el eje no se puede reducir de esa manera. Por lo tanto, el efecto de una rotación combinada con una traslación cualquiera es una operación helicoidal en el sentido general, con casos especiales como una traslación pura, una rotación pura y la identidad. La combinación de todos estos elementos forma el subgrupo de las isometrías en 3D directas.
Es aplicable a grupos espaciales una rotación de 360°/n sobre un eje, combinada con una traslación en el eje por un múltiplo de la distancia de la simetría de la traslación, dividida por n. Este múltiplo está indicado por un subíndice. Por lo tanto, 63 es una rotación de 60° combinada con una traslación de 1/2 del vector de la retícula, lo que implica que también posee simetría rotacional por triplicado sobre este eje. Las posibilidades son 21, 31, 41, 42, 61, 62 y 63, y los enantiomorfos 32, 43, 64 y 65.
Un eje helicoidal del grupo de isometría no discreto contiene todas las combinaciones de una rotación sobre algún eje y una traslación proporcional en el eje (en el diseño de armas, la constante de proporcionalidad determina la configuración de un ánima rayada); en general, esto se combina con isometrías rotacionales de k-lóbulos sobre el mismo eje (k ≥ 1); el conjunto de imágenes de un punto bajo las isometrías es una k-doble hélice; además, puede haber una rotación 2 veces alrededor de un eje que se interseca perpendicularmente, y por lo tanto una hélice con k-lóbulos respecto a tales ejes.

## Eje helicoidal de un desplazamiento espacial

### Argumento geométrico
Sea D : R3 → R3 un movimiento rígido que preserva la orientación de R3. El conjunto de estas transformaciones es un subgrupo del grupo euclídeo conocido como el grupo especial euclídeo SE(3). Estos movimientos rígidos se definen por las transformaciones de x en R3 dado por
{\displaystyle D(\mathbf {x} )=A(\mathbf {x} )+\mathbf {d} }
Consiste en una rotación tridimensional A seguida de una traslación del vector d.
Una rotación tridimensional A tiene un eje único que define una recta L. Sea el vector unitario en esta recta S para que el vector de traslación d se pueda resolver en una suma de dos vectores, uno paralelo y otro perpendicular al eje L, es decir,
{\displaystyle \mathbf {d} =\mathbf {d} _{L}+\mathbf {d} _{\perp },\quad \mathbf {d} _{L}=(\mathbf {d} \cdot \mathbf {S} )\mathbf {S} ,\quad \mathbf {d} _{\perp }=\mathbf {d} -\mathbf {d} _{L}.}
En este caso, el movimiento rígido toma la forma
{\displaystyle D(\mathbf {x} )=(A(\mathbf {x} )+\mathbf {d} _{\perp })+\mathbf {d} _{L}.}
Ahora, el movimiento rígido conserva la orientación D* = A(x) + d⊥ y transforma todos los puntos de R3 para que permanezcan en planos perpendiculares a L. Para un movimiento rígido de este tipo, hay un punto único c en el plano P perpendicular a L a través de 0, tal que
{\displaystyle D^{*}(\mathbf {C} )=A(\mathbf {C} )+\mathbf {d} _{\perp }=\mathbf {C} .}
El punto c se puede calcular como
{\displaystyle \mathbf {C} =[I-A]^{-1}\mathbf {d} _{\perp },}
porque d⊥ no tiene un componente en la dirección del eje de A.
Un movimiento rígido D* con un punto fijo debe ser una rotación alrededor del eje Lc a través del punto c. Por lo tanto, el movimiento rígido
{\displaystyle D(\mathbf {x} )=D^{*}(\mathbf {x} )+\mathbf {d} _{L},}
consiste en una rotación sobre la línea Lc seguida de una traslación según el vector dL en la dirección de la recta Lc.
Conclusión: cada movimiento rígido de R3 es el resultado de una rotación de R3 sobre una recta Lc seguido de una traslación en la dirección de la e
recta. La combinación de una rotación alrededor de una línea y la traslación en la recta se denomina movimiento helicoidal.

### Cálculo de un punto en el eje helicoidal
Un punto C en el eje helicoidal satisface la ecuación:
{\displaystyle D^{*}(\mathbf {C} )=A(\mathbf {C} )+\mathbf {d} _{\perp }=\mathbf {C} .}
Se resuelve esta ecuación para C usando la fórmula de Cayley para una matriz de rotación
{\displaystyle [A]=[I-B]^{-1}[I+B],}
donde [B] es la matriz antisimétrica construida a partir del vector de Rodrigues
{\displaystyle \mathbf {b} =\tan {\frac {\phi }{2}}\mathbf {S} ,}
tal que
{\displaystyle [B]\mathbf {y} =\mathbf {b} \times \mathbf {y} .}
Utilizando esta matriz de rotación A para obtener
{\displaystyle \mathbf {C} =[I-B]^{-1}[I+B]\mathbf {C} +\mathbf {d} _{\perp },\quad [I-B]\mathbf {C} =[I+B]\mathbf {C} +[I-B]\mathbf {d} _{\perp },}
que se convierte en
{\displaystyle -2[B]\mathbf {C} =[I-B]\mathbf {d} _{\perp }.}
Esta ecuación se puede resolver para C en el eje helicoidal P(t) para obtener,
{\displaystyle \mathbf {C} ={\frac {\mathbf {b} \times \mathbf {d} -\mathbf {b} \times (\mathbf {b} \times \mathbf {d} )}{2\mathbf {b} \cdot \mathbf {b} }}.}
El eje helicoidal P(t) = C + tS de este desplazamiento espacial tiene las coordenadas plückerianas S = (S, C × S).

## Cuaternión dual
El eje helicoidal aparece en la formulación del cuaternión dual de un desplazamiento espacial D = ([A], d). El cuaternión dual se construye a partir del vector dual S = (S, V) que define el eje helicoidal y el ángulo dual (φ, d), donde φ es la rotación alrededor del eje y d el deslizamiento respecto a este eje, que define el desplazamiento D para obtener,
{\displaystyle {\hat {S}}=\cos {\frac {\hat {\varphi }}{2}}+\sin {\frac {\hat {\varphi }}{2}}{\mathsf {S}}.}
Un desplazamiento espacial de puntos q representado como un vector cuaternión se puede definir utilizando cuaterniones como una aplicación
{\displaystyle \mathbf {q} \mapsto S\mathbf {q} S^{-1}+\mathbf {d} }
donde d es el vector de traslación cuaternión y S es un cuaternión unidad, también llamado versor, dado por
{\displaystyle S=\cos \theta +\mathbf {S} \sin \theta ,\ \ \mathbf {S} ^{2}=-1,}
que define una rotación por 2θ alrededor de un eje S.
En el Grupo euclídeo propio E+(3) una rotación puede ser conjugada con una traslación para desplazarla a un eje de rotación paralelo. Dicha conjugación, utilizando homografía de cuaterniones, produce el eje helicoidal propio que expresa el desplazamiento espacial dado como un desplazamiento helicoidal, de acuerdo con el teorema de Chasles.

## Aplicaciones

### Cristalografía

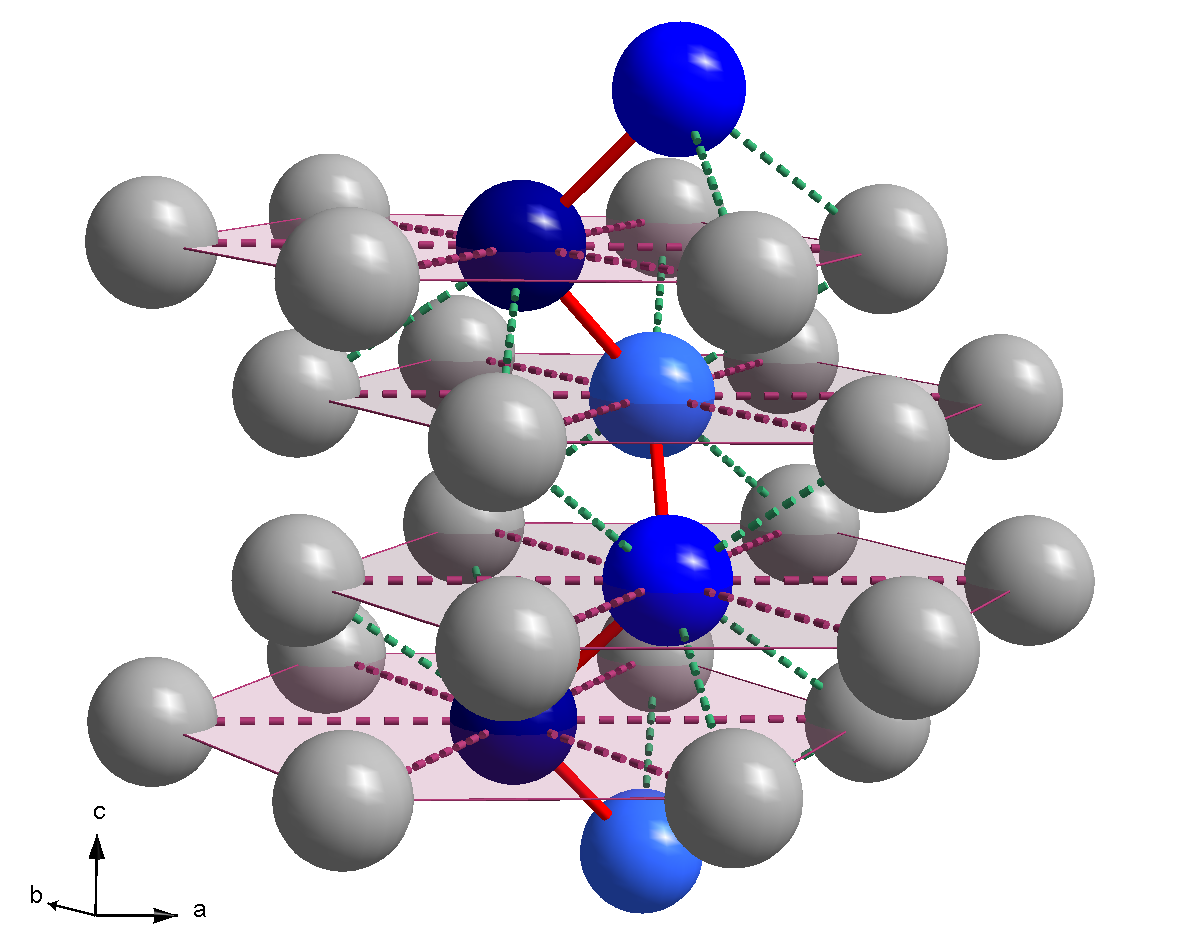
Eje helicoidal 3_{1} en la estructura cristalina del telurio

En cristalografía, una simetría de eje helicoidal es una combinación de una rotación alrededor de un eje y de una traslación paralela a ese eje, que deja un cristal en una posición equivalente a la de partida. Si φ = 360°/n para algún entero n positivo, entonces la simetría del eje helicoidal implica simetría traslacional con un vector de traslación de valor n multiplicado por el desplazamiento del helicoide.

### Mecánica
El movimiento de un cuerpo rígido puede ser la combinación de la rotación alrededor de un eje (el eje helicoidal) y una traslación respecto a ese eje. Este movimiento helicoidal se caracteriza por el vector de velocidad para la traslación y el vector velocidad angular en la misma dirección u opuesta. Si estos dos vectores son constantes y a lo largo de uno de los ejes principales del cuerpo, no se necesitan fuerzas externas para verificar este movimiento (suma de desplazamiento y giro). Como ejemplo, si se ignoran la gravedad y el arrastre, este es el movimiento de una bala disparada con un arma de ánima rayada.

### Biomecánica
Este parámetro se usa a menudo en biomecánica, cuando se describe el movimiento de las articulaciones del cuerpo. Durante cualquier período de tiempo, el movimiento de la articulación puede verse como el movimiento de un solo punto en una superficie articulada con respecto a la superficie adyacente (generalmente distal con respecto a proximal). La traslación total y las rotaciones en la trayectoria del movimiento se pueden definir como las integrales respecto al tiempo de la traslación instantánea y de las velocidades de rotación para un tiempo de referencia dado.
En cualquier plano individual, la trayectoria formada por las ubicaciones del eje de rotación instantáneo en movimiento se conoce como centroide, y se usa en la descripción del movimiento de la articulación.